# جيهات أرسلان
جيهات أرسلان (بالتركية: Cihat Arslan)‏ هو لاعب كرة قدم ومدرب كرة قدم تركي في مركز الدفاع، ولد في 9 فبراير 1970 في بالق أسير في تركيا. شارك مع منتخب تركيا تحت 21 سنة لكرة القدم. أما مع النوادي، فقد لعب مع إسطنبول باشاكشهير وإسكيشهرسبور ودينيزلي سبور وغازي عنتاب سبور وغلطة سراي وكارسياكا وكايسري سبور وكوجالي سبور ونادي قاسم باشا.

## وصلات خارجية
- جيهات أرسلان على موقع اتحاد تركيا (لاعب) (الإنجليزية)
- جيهات أرسلان على موقع اتحاد تركيا (مدرب) (الإنجليزية)
- جيهات أرسلان على موقع قاعدة بيانات كرة القدم.إي يو (الإنجليزية)
- جيهات أرسلان على موقع Soccerway.com (الإنجليزية)
- جيهات أرسلان على موقع عالم كرة القدم.نت (الإنجليزية)